# Robert Nippoldt
Robert Nippoldt (* nascido em 1977 em Kranenburg, na Alemanha) é um ilustrador, designer gráfico e artista alemão.
Estudou design gráfico e ilustração na Universidade de Ciências Aplicadas de Münster. O livro Gangster. Die Bosse von Chicago foi o resultado do seu projeto de tese. Dois anos mais tarde, em 2007, foi publicado o seu segundo livro Jazz. New York in the Roaring Twenties. Foi traduzido em várias línguas e distinguido com vários prémios. Em 2010, publicou Hollywood in the 1930s, a terceira obra do autor sobre a América das décadas de 1920 e 1930. Em 2017, foi publicado pela Taschen o seu quarto livro: Night falls on the Berlin of the Roaring Twenties. Os seus livros são acompanhados por jogos  e edições limitadas serigrafadas.
Além dos projetos editoriais, faz ilustrações para revistas e clientes internacionais como The New Yorker, Le Monde, Die Zeit, Mercedes-Benz, Reader’s Digest, Taschen e Time Magazine.
Neste tipo de encomendas, trabalha em colaboração com a irmã, Astrid Nippoldt, e com a sua mulher, Christine Nippoldt, no âmbito do estúdio que detêm em conjunto, o Studio Nippoldt.
Ein Rätselhafter Schimmer é o espetáculo que acompanha o livro sobre Berlim. O programa de palco, que inclui desenhos ao vivo e música ao vivo, foi desenvolvido em 2015-2018 por Robert Nippoldt e pelo Trio Größenwahn. O espetáculo foi encenado mais de 50 vezes, entre outros lugares, no Pantheon Theater de Bona, no Heimathafen de Berlim, no Schloss Elmau, no Kurhaus Göggingen e nos navios de cruzeiros da AIDA.
As obras de Robert Nippoldt já estiveram patentes em exposições na Alemanha, na Suíça, na Bélgica e na Espanha. O estúdio está instalado no antigo terminal de mercadorias em Münster.

## Publicações

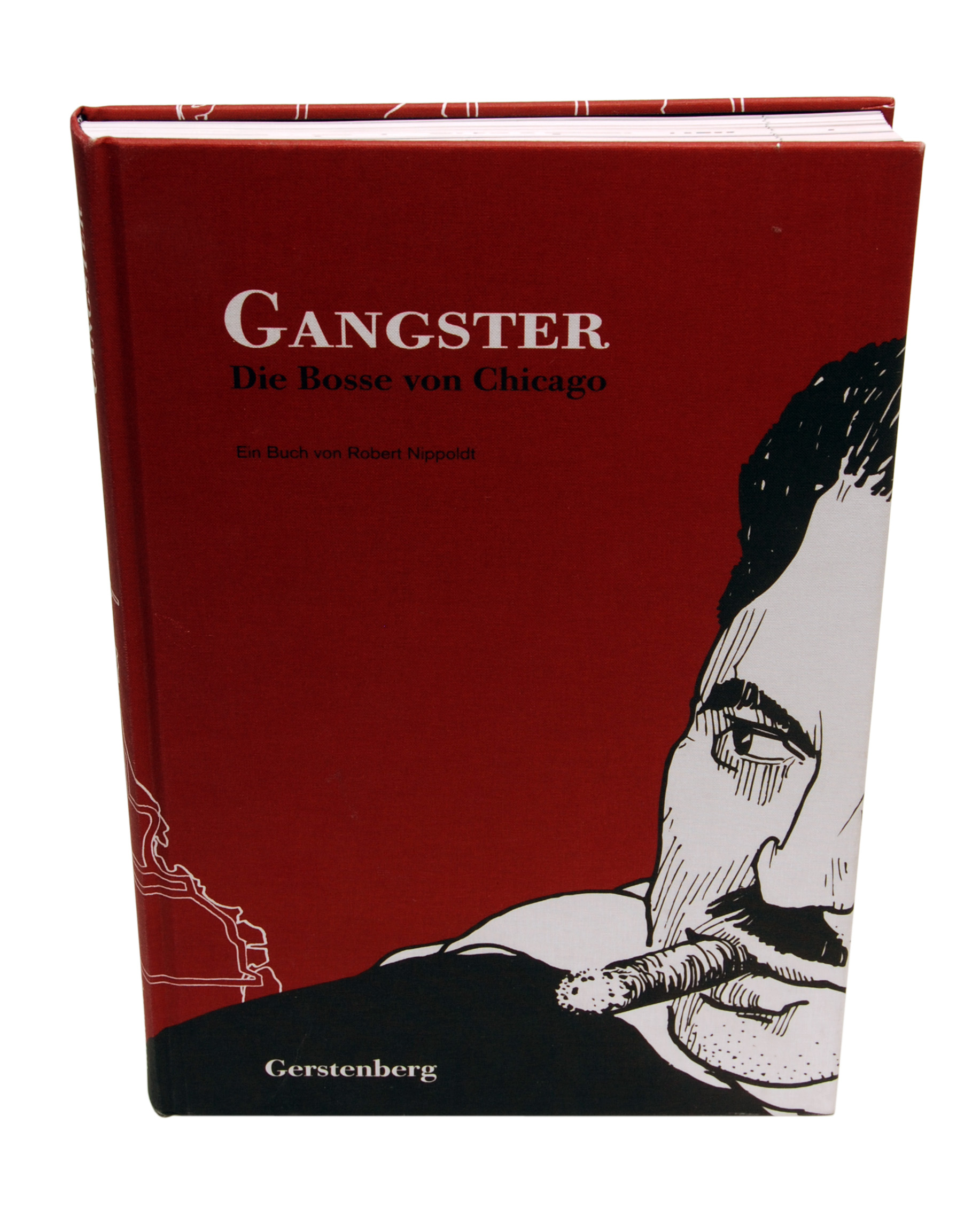
Gangster. Die Bosse von Chicago

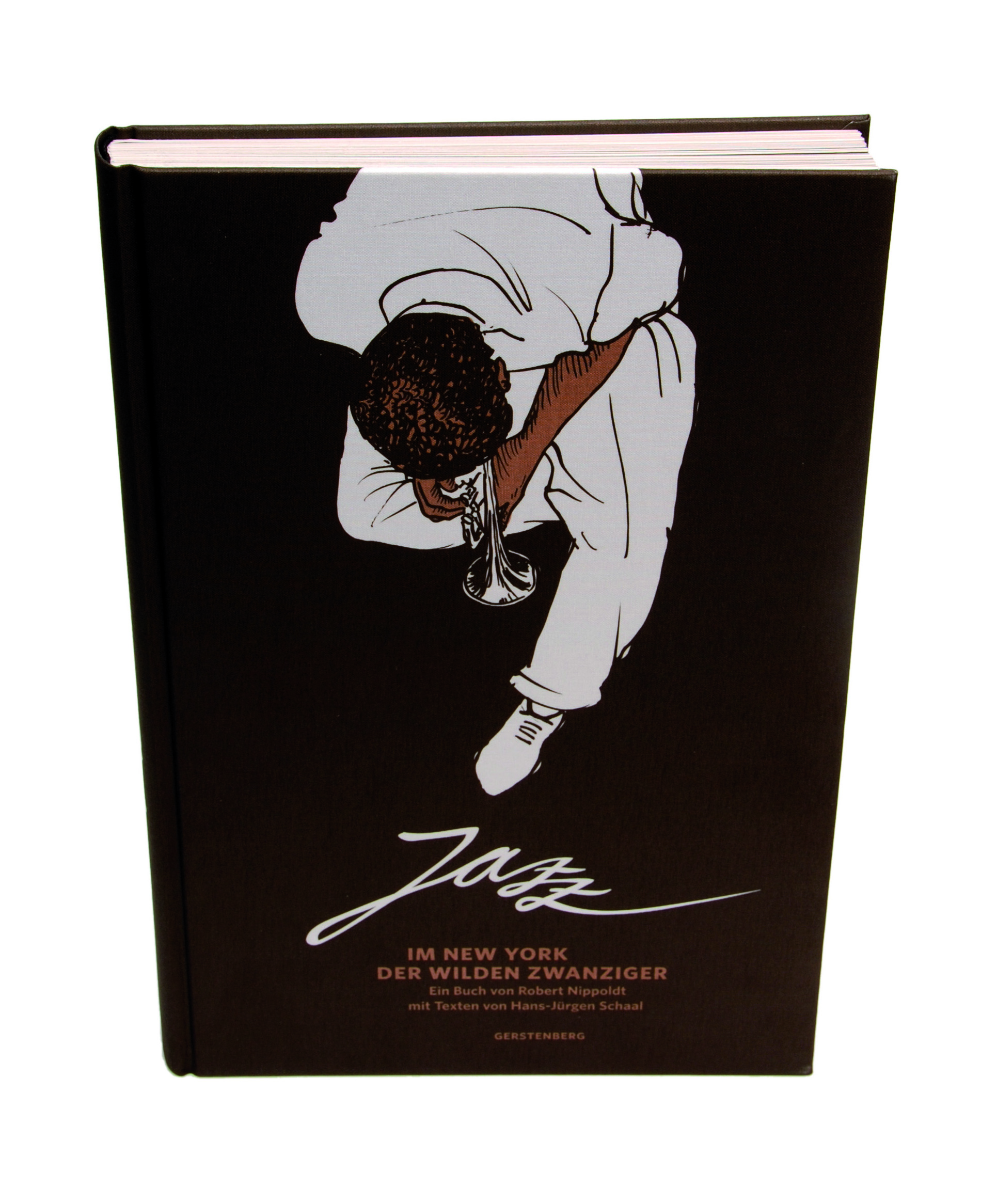
Jazz. New York in the Roaring Twenties

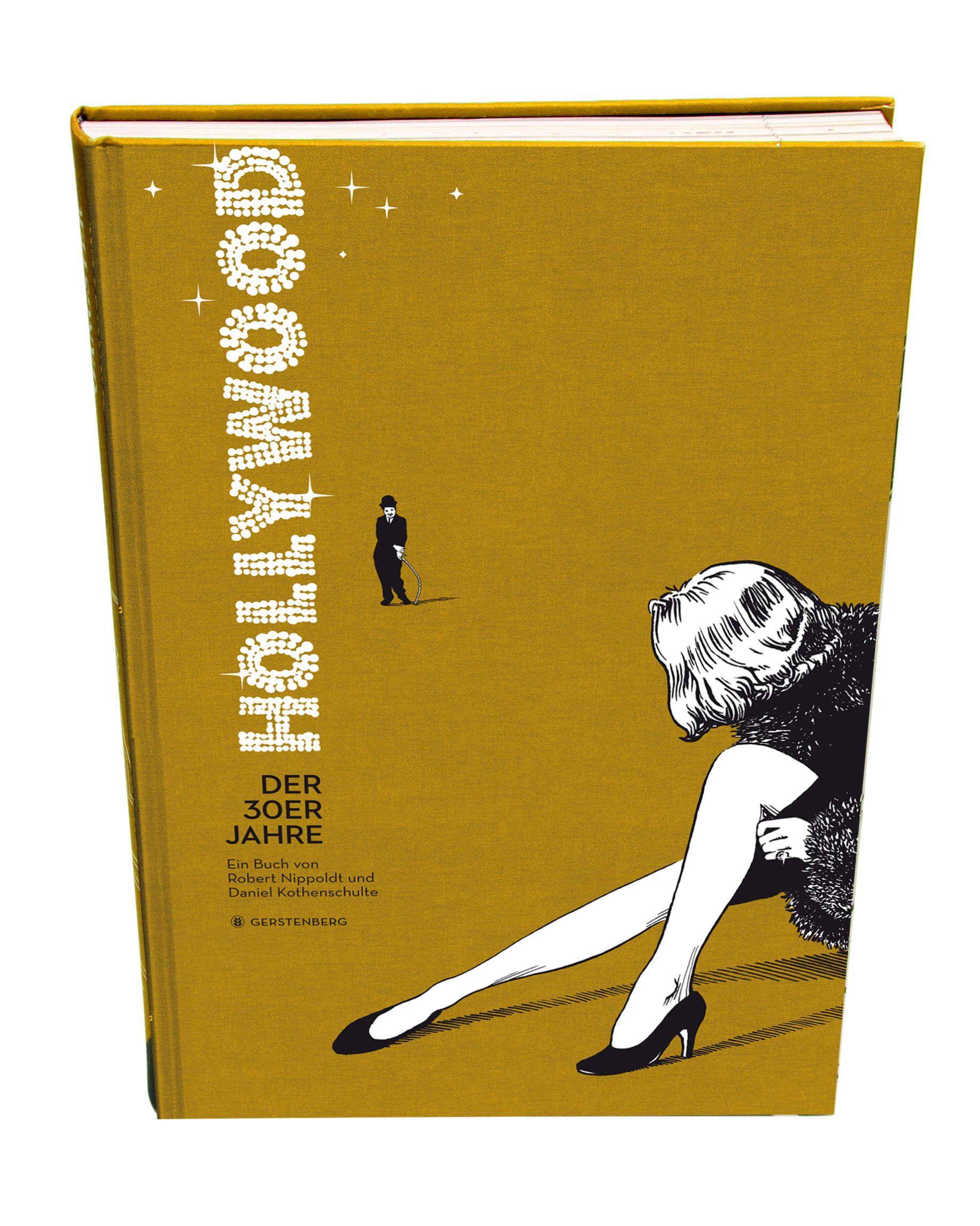
Hollywood in the Thirties

- Gangster. Die Bosse von Chicago, Gerstenberg Verlag, Hildesheim 2005. ISBN 978-3-8067-2941-2[13]
- Jazz. New York in the Roaring Twenties com Hans-Jürgen Schaal (texto), TASCHEN 2013, ISBN 978-3836545013[14]
- Hollywood in the Thirties com Daniel Kothenschulte (conceito, texto) e Christine Goppel (coloração), TASCHEN, 2013, ISBN 978-3-8369-2628-7[15]
- The Great Transformation: Climate – Can we beat the Heat com Christine Goppel, Jörg Hartmann, Jörg Hülsmann, Astrid Nippoldt e Iris Ugurel, publicado por A. Hamann, C. Zea-Schmidt e Reinhold Leinfelder, WBGU, Berlim 2014. ISBN 978-3936191417[16]
- Night Falls on the Berlin of the Roaring Twenties com Boris Pofalla (texto), TASCHEN 2017, ISBN 978-3-8365-6320-8[17]

## Prémios
- ADC Award para Berlin, 2019, New York[18]
- Indigo Design Award para Berlin, 2019, Amsterdam[19]
- iF Design Award para Berlin, 2019, Hannover[20]
- German Design Award para Berlin, 2019, Frankfurt[21]
- A' Design Award para Berlin, 2019, Como[22]
- Econ Megaphon Award, Shortlist, para Berlin, 2018, Berlin[23]
- International Design Award para Berlin, 2018, Los Angeles[24]
- Best Book Award para Berlin, 2018, Los Angeles[25]
- Berliner Type Award para Berlin, 2018, Berlim[26]
- red dot design award para Berlin, 2006, Essen
- ADC Award para Berlin, 2018, Berlim[27]
- Prémio Joseph Binder para Berlin, 2018, Viena[28]
- International Creative Media Award para Berlin, 2018, Meerbusch[29]
- Livro do mês de janeiro, Hans Helmut Prinzler, para Berlin, 2018, Berlim[30]
- German Design Award para Jazz, 2016, Frankfurt[31]
- Melhor infografia norte-americana para "Facemap" em Hollywood, 2015, Nova Iorque
- Prémio de livro internacional para Jazz, 2014, Los Angeles[32]
- Good Design Award para Jazz, 2014, Chicago[33]
- Prémio Joseph Binder para Jazz, 2014, Viena
- Prémio de design A' para Jazz, 2014, Como[34]
- D&AD, prémio para Jazz, 2014, Londres[35]
- Melhor infografia norte-americana para "The Recording Sessions – Sociogram" em Jazz, 2014, Nova Iorque
- Prémio de design internacional para Jazz, 2013, Los Angeles[36]
- Prémio do Deutscher Designer Club para Hollywood, 2011, Frankfurt
- red dot design award para Hollywood, 2011, Essen[37]
- Livro do ano sobre cinema, Hans Helmut Prinzler, para Hollywood, 2010, Berlim
- European Design Award de composição gráfica para Jazz, 2008, Estocolmo[38]
- Stiftung Buchkunst: "O mais belo livro alemão de 2007" para Jazz, 2007, Frankfurt
- Illustrative: "Um dos mais belos livros da Europa" para Jazz, 2007, Berlim
- red dot design award para Gangster, 2006, Essen